# Abedus vicinus
Abedus vicinus är en insektsart som beskrevs av Mayr 1871. Abedus vicinus ingår i släktet Abedus och familjen Belostomatidae.

## Underarter
Arten delas in i följande underarter:
- A. v. vicinus
- A. v. sonorensis